# کونشتت
کونشتت (به آلمانی: Quenstedt) یک منطقهٔ مسکونی در آلمان است که در آرناشتاین، زاکسن-آنهالت واقع شده‌است. کونشتت ۸۴۶ نفر جمعیت دارد.